# هرآنچه دوست داری، از دست خواهی داد
هرآنچه دوست داری، از دست خواهی داد یا هرآنچه دوست داری، از کف خواهی داد (به انگلیسی: Everything's Eventual) عنوان یک داستان کوتاه از استیون کینگ می‌باشد که اولین بار در مجله د نیویورکز در سال ۲۰۰۲ به چاپ رسید .

## خلاصه داستان
مردی به نام آلفرد زیمر، یک فروشنده سیار است . او خانواده اش را ازدست داده و هیچ هدفی در زندگی ندارد و به همین دلیل تصمیم دارد تا در یک متل خودکشی کند . اما وی دفترچه‌ای دارد که تمام نوشته‌هایی که به نظرش جالب می‌رسد - و اکثر آن‌ها را در دستشویی‌های بین راهی که بر روی در و دیوار نوشته شده‌است جمع‌آوری کرده - در آن می‌نویسد . یکی از این جمله‌ها "هرآنچه دوست داری، از دست خواهی داد" است . جمله‌ای که بی شباهت به زندگی آلفرد نیست ...

## داستان به روایت کینگ
استیون کینگ دربارهٔ انگیزه نوشتن هرآنچه دوست داری، از دست خواهی داد، پایان داستان و چند نکته دیگر در انتهای داستان این جملات را نوشته است :
من از رانندگی خوشم می‌آید، به خصوص کشته مرده بزرگراه‌های پایان ناپذیر ایالتی ام . بزرگراه‌هایی که در آن‌ها چیزی مشاهده نمی‌کنید مگر مرغزارهای دوطرفه اش و هر شصت هفتاد کیلومتر یکبار هم توالت‌های عمومی بلوکه سیمانی . توالت‌های عمومی معمولاً پر از انواع و اقسام نوشته‌ها و یادداشت‌ها هستند . بعضی از آن‌ها خیلی عجیب و غریب اند . من شروع کردم به جمع‌آوری این پیام‌ها از هرجایی که دم دستم بود و آن‌ها را در دفترچه یادداشتی جیبی نوشتم، مابقی جملات را هم از طریق اینترنت پیدا کردم (دو سه تا وب سایت به این‌طور جمله‌ها اختصاص دارند) و بالاخره داستان متعلق به این جمله‌ها را نوشتم . همین داستانی که خواندید از آب درآمد . نمی‌دانم داستان خوبی شده یا نه، اما خیلی نگران مرد تنهای داستان بودم و واقعاً امیدوارم بودم اوضاع به خوبی و خوشی برایش پیش برود همه چیز زندگی اش روبه راه شود . در پیش طرح اولیه داستان، همین اتفاق افتاده بود . اما بیل بیوفورد نیو یورکر پایانی پر ایهام و ابهام برای داستان در نظر بگیرم . احتمالاً حق با او بوده، اما همه ما اگر که بخواهیم، می‌توانیم برای کل الفی زمیرهای دنیا دعا کنیم .

## برداشت سینمایی
از این داستان تاکنون چهار اقتباس سینمایی صورت گرفته‌است .

## ترجمه در ایران
این داستان توسط ماندانا قهرمانلو ترجمه و توسط انتشارات افراز در یک مجموعه داستان از نوشته‌های کینگ به چاپ رسیده‌است .